# 힐데 홀거

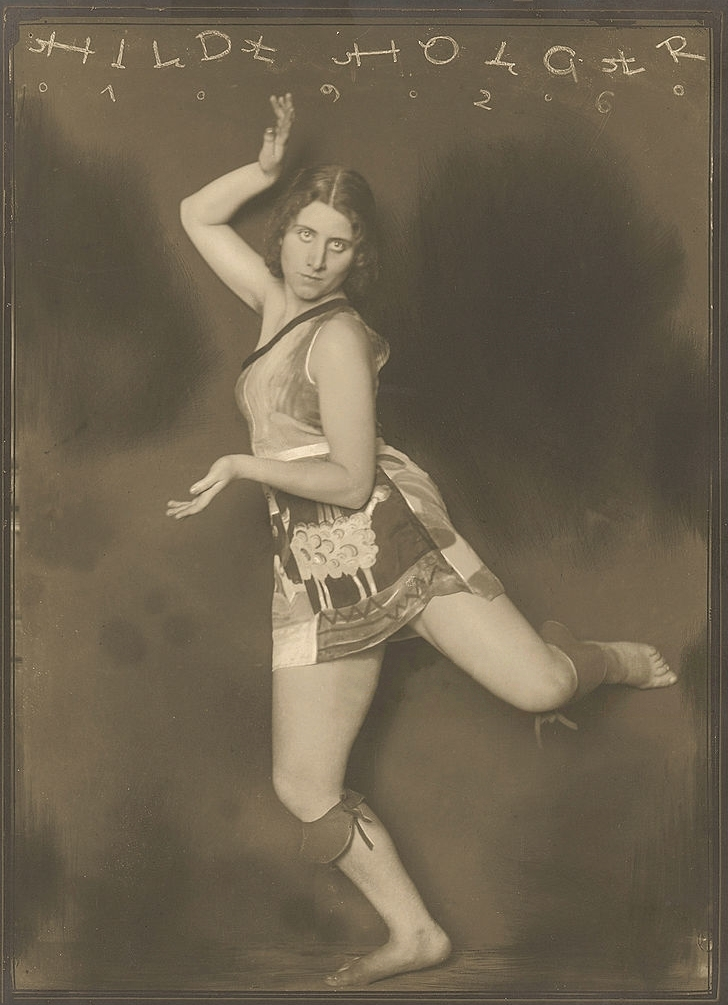
1926년의 홀거

힐데 홀게로바, 본명 힐데 보만-베흐람, 출생명 힐데 소페로바 (18  1905년 10월 비엔나 – 22일  2001년 9월 런던)는 유대계 오스트리아-영국 무용가이자 안무가였습니다.  20세기 전반기 표현주의 무용의 중요한 대표자였다.  세기.  그의 후반부에는 소위 '실험'을 시작했습니다.  정신 장애인들을 예술에 참여시킨 통합 무용과 춤 치료를 통해.
삶
그녀는 자유주의 유대인 빈 가정에서 태어났습니다.  그녀의 아버지 알프레드는 시를 썼고 1908년에 사망했습니다.  그 이후로 그녀는 어머니, 언니 하이디와 함께 빈 교외 포츨라인스도르프에 있는 조부모님 집에서 살았습니다. 1] 여섯 살에 춤을 추기 시작했어요.  14세에 빈 국립음악무용예술 아카데미에 입학하여 표현주의 무용의 선구자이자 전통 발레에 대한 아방가르드 반란으로 탄생한 표현주의 무용을 옹호한 급진적인 무용가 게르트루트 보덴비저를 사사했습니다.  홀게로바는 곧 보덴비저 앙상블의 수석 무용수가 되어 이 단체와 함께 유럽 전역을 여행했습니다.  시간이 지나면서 그녀는 자신만의 무용단(힐데 홀거 탄츠그루페)을 결성하기도 했습니다.  18세, 즉 1923년에 그녀는 분리파 파빌리온에서 첫 독주회를 열었고, 그곳은 나중에 그녀의 주요 무대가 되었습니다.  그녀의 안무는 바흐, 슈베르트, 드뷔시, 헨델과 같은 고전 작곡가들을 활용했지만, 점차 현대 작곡가들(바르토크, 프로코피예프)에게도 길을 찾았으며, 그중에는 체코의 모더니스트 카렐 볼레스라프 지라크도 포함되어 있었고, 그녀는 1929년에 지라크의 음악을 바탕으로 '인생의 전환점'이라는 공연을 만들었습니다.  그녀는 당시 프랑스, 폴란드, 체코슬로바키아에서도 공연했습니다.  1926년, 그녀는 비엔나 중심부에 있는 라티보르 궁에 신무용학교를 설립했습니다.  그녀의 어린이 공연은 공원과 빈의 명소 앞에서 춤춰졌습니다.  그녀는 좌파를 자처했고, 몇몇 공연은 이를 명확히 선언했습니다.  나치즘과 고조되는 반유대주의에 대한 반응으로, 그는 유대교적 주제를 다룬 작품(히브리 춤, 1929; 카발라 춤, 1933; 아하수에로스, 1936)도 제작했습니다.
나치 독일이 오스트리아 공화국을 점령한 후, 홀거는 비엔나를 탈출했습니다 (그녀의 어머니와 의붓아버지는 나중에 홀로코스트 동안 사망했습니다).  그녀는 영국에 가고 싶었지만 입국이 거부당했습니다.  그래서 그녀는 인도로 가서 처음에는 마사지사로 생계를 유지했지만 곧 춤으로 돌아왔습니다.  인도에서 그녀는 특히 인도 무용의 손 동작과 같은 새로운 경험을 업무에 통합할 기회를 가졌습니다.  봄베이에서 그녀는 예술을 사랑하는 의사 아르데시르 카와스지 보만-베람을 만나 1940년에 그와 결혼했습니다.  1941년 봄베이에 새로운 무용학교를 설립하여 모든 카스트와 종교의 학생들을 받아들였습니다.  그녀의 제자 중에는 예를 들어 루크미니 데비 아룬데일이 있었습니다.
1948년, 인도 무슬림과 힌두교도 간의 긴장이 고조되면서 홀거 부부는 영국으로 이민을 갔다.  그녀는 이곳에서 1952년에 홀거 모던 발레 그룹을 재결성하여, 그들과 함께 "예술의 춤"을 공연했습니다.  안토닌 드보르자크의 음악을 사용한 슬라브 춤 공연.  그러나 특히 새들러스 웰스 극장 무대에서 열린 '바다 속으로' 공연이 획기적인 사건이 되었습니다.  카미유 생상스의 음악에서 영감을 받은 이 작품은 1955년 처음으로 이곳에서 선보였습니다.  런던에서 현대 무용 학교인 힐데 홀거 학교를 다시 설립하기도 했습니다.  이 학교는 춤뿐만 아니라 창의적인 인재를 배출하는 것으로 유명했는데, 제자로는 배우 제인 애셔, 철학자 이반 일리치, 피아니스트 마리온 스타인, 마임 배우 린지 켐프 등이 있었습니다.
홀게로바는 남편과 두 자녀를 두었는데, 딸 프리마베라(*1946)는 무용가, 조각가, 보석 디자이너가 되었고, 둘째 아이인 다리우스라는 아들은 1949년에 다운 증후군을 가지고 태어났습니다.  이것이 홀거가 장애인과 함께 일하도록 이끌었습니다.  그녀는 정신 장애 아동을 위한 무용 치료 형태를 만들었습니다.  그녀는 정신 장애가 있는 어린이와 청소년과 전문 무용수를 섞은 최초의 안무가였습니다.  이와 관련하여 "통합" (또는 통합적) 춤에 대한 이야기가 나오기 시작했는데, 이는 춤추는 사람이 원초적인 유아적 감정과 경험을 표현하는 것을 목표로 하며, 장애 아동이 이를 자발적으로 수행하고 전문 댄서가 실제로 그들에게서 배우는 것을 의미합니다.  홀게로바는 장애 학생을 비장애 학생과 똑같이 대해야 한다고 항상 강조했지만, 이는 때로는 장애 학생에게 너무 엄격하다는 비판으로 이어지기도 했습니다.  하지만 결과는 부인할 수 없었고, 특히 1968년 새들러스 웰스 극장에서 열린 '빛을 향하여' 공연은 획기적인 사건이 되었습니다.  쿠스는 에드바르드 그리그의 음악을 활용했습니다.  이는 전문 무대에서 최초의 통합 작품 중 하나였습니다.
힐다의 학생 중 한 명인 볼프강 슈탕에는 다운증후군, 자폐증과 같은 장애가 있는 사람들과 신체 장애가 있는 사람들을 계속해서 도왔습니다.  그의 스탕게의 아미치 댄스 극단은 1996년에 홀게르를 기리기 위해 "힐데"라는 공연을 만들었습니다.  런던 리버사이드 극장에서 초연되었으며, 1998년에는 비엔나 오데온 극장에서도 공연되었습니다.  그녀는 항상 자신의 빈 뿌리를 강조했고, 여러 작품에서 20세기 초 빈의 창의적인 분위기에 경의를 표했습니다.  세기.